# Кривой Пасал
Кривой Пасал — протока в России, протекает по Нижневартовскому району Ханты-Мансийского АО. Устье протоки находится в 14 км от устья реки Нинканъёган по правому берегу. Длина протоки составляет 24 км.

## Данные водного реестра
По данным государственного водного реестра России относится к Верхнеобскому бассейновому округу, водохозяйственный участок реки — Вах, речной подбассейн реки — бассейн притоков (Верхней) Оби от Васюгана до Ваха. Речной бассейн реки — (Верхняя) Обь до впадения Иртыша.
Код объекта в государственном водном реестре — 13011000112115200038101.